# Очковый тиранн-плоскоклюв
Очковый тиранн-плоскоклюв (лат. Rhynchocyclus brevirostris) — вид птиц из семейства тиранновых. Выделяют три подвида. Rhynchocyclus pacificus иногда все еще считается подвидом данного вида.

## Распространение
Вид встречается в Белизе, Колумбии, Коста-Рике, Сальвадоре, Гватемале, Гондурасе, Мексике, Никарагуа и Панаме, с небольшим вторжением в Колумбию на южной оконечности его ареала. Его естественная среда обитания — субтропические или тропические влажные низинные леса и субтропические или тропические влажные горные леса.

## Описание
Длина тела 15 см. У этих птиц оливково-зелёная верхняя часть тела и грудь с зелёными прожилками, переходящая в желтоватый живот и белый зад. Хвост тоже зелёный. Лицо серое с выступающим белым кольцом вокруг глаза. Короткий плоский клюв двухцветный: верхняя часть темно-серая, а нижняя — розовато-оранжевая.

### Вокализация
Издают резкое shreep.